# Xenia Benevolenskaya
Xenia Benevolenskaya (* 8. Januar 1996) ist eine deutsche Schauspielerin und Psychologin.

## Leben
Benevolenskaya hat zunächst an der Friedrich-Alexander-Universität Erlangen-Nürnberg ihr Bachelorstudium absolviert und im Anschluss an der Universität Ulm ihr Masterstudium in Psychologie. Während ihres Studiums hat sie beim Hochschulsport als Übungsleiterin gearbeitet.
Bühnenerfahrung sammelte sie als Jugendliche in verschiedenen Theatergruppen in Augsburg, wo sie 2014 am Jungen Theater in der Rolle der Mrs. Tope in dem Stück Das Geheimnis des Edwin Drood zu sehen war. Ihre Schauspielausbildung erfuhr sie am Augsburger Stadttheater, bei Inga Helfrich und beim Schauspieltraining im Sensemble Theater Augsburg bei Daniela Nering. Seit 2012 spielt sie Rollen in deutschen Film- und Fernsehproduktionen, darunter Tatort und Leberkäsjunkie.
Sie spricht Deutsch, Russisch, Englisch und Französisch.

## Filmografie
- 2013: Um Himmels Willen (Fernsehserie, 2 Folgen)
- 2015: Kommissarin Lucas – Der Wald (Filmreihe)
- 2015: Wir, Geiseln der SS (Fernsehserie, 2 Folgen)
- 2017: Der Bozen-Krimi – Am Abgrund (Filmreihe)
- 2018: Blind ermittelt – Die toten Mädchen von Wien (Filmreihe)
- 2019: Leberkäsjunkie
- 2020: SOKO München (Fernsehserie, 1 Folge)
- 2022: SOKO Linz (Fernsehserie, 1 Folge)
- 2023: Tatort: Game Over
- 2022: Watzmann ermittelt (Fernsehserie, 1 Folge)